# John Wells (attore)
John Campbell Wells (Ashford, 17 novembre 1936 – Sussex, 11 gennaio 1998) è stato un attore e sceneggiatore britannico.
Attivo come attore sia in televisione che al cinema, ha firmato sceneggiature per entrambi i media.
Sul grande schermo lo si ricorda in Bullshot del 1983 ed in Greystoke - La leggenda di Tarzan, il signore delle scimmie dell'anno successivo, quando fu diretto da Hugh Hudson.
Nel 1985 ha recitato nella parte di Corty accanto ad Al Pacino nel film Revolution sempre per la regia di Hudson.
È stato sposato dal 1982 con Teresa Gatacre.

## Filmografia parziale

### Attore

#### Cinema
- Il magnifico Bobo (The Bobo), regia di Robert Parrish (1967)
- James Bond 007 - Casino Royale (Casino Royale), regia di John Huston, Ken Hughes, Val Guest, Robert Parrish e Joseph McGrath (1967)

- 30 Is a Dangerous Age, Cynthia, regia di Joseph McGrath (1968)
- Ogni uomo dovrebbe averne due (Every Home Should Have One), regia di Jim Clark (1970)
- Rentadick, regia di Jim Clark (1972)
- Solo per i tuoi occhi (For Your Eyes Only), regia di John Glen (1981)
- Bullshot, regia di Dick Clement (1983)
- Greystoke - La leggenda di Tarzan, il signore delle scimmie (Greystoke: The Legend of Tarzan, Lord of the Apes), regia di Hugh Hudson (1984)
- Revolution, regia di Hugh Hudson (1985)
- Cioccolato bollente (Consuming Passions), regia di Giles Foster (1988)
- Genghis Cohn, regia di Elijah Moshinsky (1993)
- La principessa degli intrighi (Princess Caraboo), regia di Michael Austin (1994)

#### Televisione
- Absolutely Fabulous – serie TV, episodio 2x03 (1994)
- I viaggi di Gulliver (Gulliver's Travels), regia di Charles Sturridge – miniserie TV, 1 puntata (1996)